# Ommasicera chaetosa
Ommasicera chaetosa là một loài ruồi trong họ Tachinidae.